# Drosophila anomelani
Drosophila anomelani är en tvåvingeart som beskrevs av C. Adinarayana Reddy och Krishnamurthy 1973. Drosophila anomelani ingår i släktet Drosophila och familjen daggflugor.
Artens utbredningsområde är Indien.